# Buigny-lès-Gamaches
Buigny-lès-Gamaches là một xã ở tỉnh Somme, vùng Hauts-de-France, Pháp.

## Địa lý
Thị trấn này tọa lạc trên đường D190, khoảng 20 dặm Anh về phía tây nam của Abbeville.

## Dân số
| 1921                                                         | 1937 | 1945 | 1954 | 1960 | 1962 | 1968 | 1975 | 1982 | 1990 | 1999 |
| ------------------------------------------------------------ | ---- | ---- | ---- | ---- | ---- | ---- | ---- | ---- | ---- | ---- |
| 450                                                          | 410  | 410  | 446  | 453  | 462  | 461  | 471  | 428  | 440  | 403  |
| Số liệu điều tra dân số từ năm 1962, dân số không tính trùng |      |      |      |      |      |      |      |      |      |      |